# Sophus Michael Gjellerup
Sophus Michael Gjellerup (født 22. august 1838 i Roholte ved Præstø, død 24. november 1910 i København) var en dansk historiker.
Sophus Gjellerup var søn af præsten Carl Adolph Gjellerup (1808-1860) og Sara Elisabeth født Behrendt (1812-1852); en ældre bror med samme navn døde spæd. Han er dermed – gennem faderens andet ægteskab i 1854 – halvbror til den noget yngre Karl Gjellerup, senere Nobelprismodtager i litteratur.
Han blev student fra Herlufsholm i 1857 og teologisk kandidat i 1864. Han skrev en biografi af biskop Jens Dinesen Jersin (1868-70). Sammen med C. F. Bricka udgav han en samling gamle ligprædikener under titelen Den danske Adel i det 16. og 17. Aarhundrede (1874-75), der imidlertid standsede med 1. bind. 
Han leverede flere artikler til Historisk Tidsskrift og var bestyrelsesmedlem i Den danske historiske Forening 1870-95. I 1872-79 var han i redaktionen af det af det kongelige bibliotek udgivne Bibliotheca Danica. Han var fra 1879 assistent ved Universitetsbiblioteket og siden 1887 tillige notar ved det teologiske fakultet.